# Cannon Hall

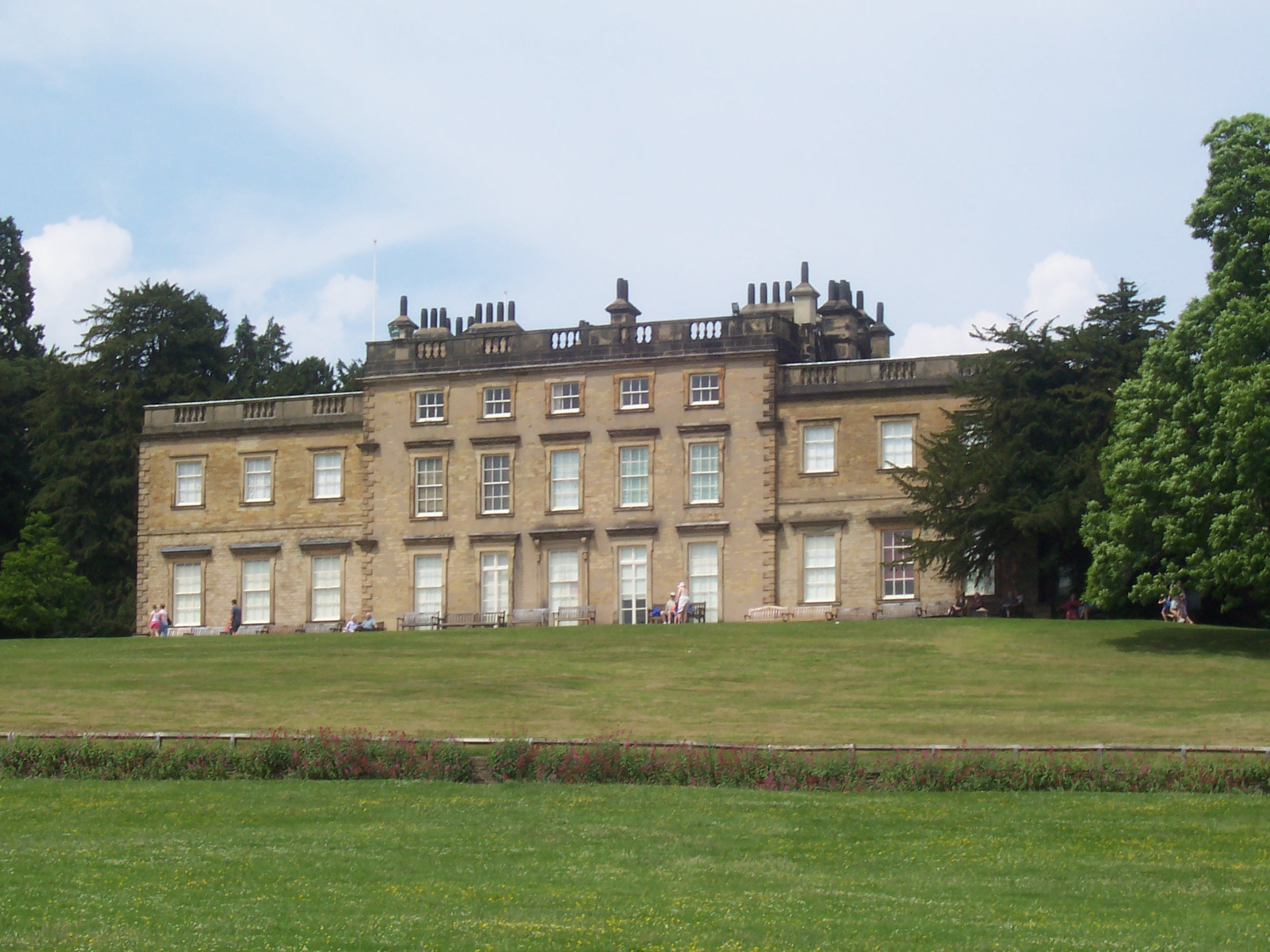
Cannon Hall

Cannon Hall ist ein Landhaus zwischen den Dörfern Cawthorne und High Hoyland, etwa 8 km westlich der Stadt Barnsley, im englischen Verwaltungsbezirk South Yorkshire. Ursprünglich war es der Sitz der Familien Spencer und Spencer-Stanhope und beherbergt heute ein Museum feiner Möbel, Gemälde, Keramik und Glaswaren sowie das Regimentsmuseum des 13. und 18. Regiments der königlichen Husaren (Queen Mary’s Own) und der Leichten Dragoner.
Das Gebäude ist aus Sandstein mit Verkleidungen aus Werkstein erbaut und hat einen symmetrische Aufbau mit einem dreistöckigen, fünfteiligem Mittelgebäude und zwei leicht zurückgesetzten, zweistöckigen, dreiteiligen Seitenflügeln.

## Geschichte
Zwar gab es schon ein Haus an dieser Stelle, als 1086 das Domesday Book erstellt wurde, aber Cannon Hall wurde nach seinem Bewohner aus dem 13. Jahrhundert, Gilbert Canun, benannt. Ende des 14. Jahrhunderts befand sich Cannon Hall im Eigentum der Familie Bosville aus Ardsley, heute ein südöstlicher Vorort von Barnsley. In dieser Zeit fand das grausamste Ereignis in der Geschichte der Cannon Hall statt. Die Bosvilles hatten das Landhaus an eine Familie verpachtet – deren Name heute nicht mehr bekannt ist –, deren Tochter in einen jungen Mann namens Lockwood verliebt war. Lockwood war in den Mord an Sir John Elland, dem High Sheriff of Yorkshire, verwickelt. Der Pächter, der sich vor der Lage fürchtete, in der er sich befinden könnte, wenn er einem Flüchtigen Unterschlupf gewähren würde, informierte die Bosvilles. Bosvilles Leute ritten zur Cannon Hall, wo sie den Flüchtigen grausam erschlugen.
Die Geschichte der Cannon Hall verlief nach dieser besonders unangenehmen Episode eher unspektakulär. 1660 kaufte John Spencer, ein walisischer Schwadermacher, das Anwesen. Die Spencers waren von Montgomeryshire an der walisischen Grenze nach Yorkshire gekommen, einem wesentlich sichereren Ort für jemanden mit royalistischen Sympathien wie denen der Spencers (John Spencer erreichte sogar eine Begnadigung durch König Karl II., als er in York wegen des Verdachts auf Totschlag eingesperrt war). Die Familie Spencer engagierte sich rasch in der örtlichen Eisen- und Kohleindustrie, baute später ein großes Industrieimperium auf und finanzierte damit den Neubau der Cannon Hall.
Das Herzstück der heutigen Cannon Hall wurde Anfang des 18. Jahrhunderts für John Spencer gebaut, vermutlich von John Etty aus York, sicherlich aber mit einer Inneneinrichtung von William Thornton, einem weiteren, bekannten örtlichen Handwerker. 1764–1767 wurden die Flügel von John Carr, dem erstklassigen georgianischen Architekten, der in Yorkshire arbeitete, angebaut. Später wurden die Flügel aufgestockt, wodurch die eher hochragende Gebäudemasse entstand, die man heute sieht. Der letzte Nachkomme der Familie Spencer, Elisabeth, verkaufte das Haus 1951 an die Stadtverwaltung von Barnsley. Das Museum wurde 1957 eröffnet.
Das umgebende Parkland wurde im 18. Jahrhundert vom Landschaftsgärtner Richard Woods aus Chertsey gestaltet. Man findet dort Parks, Seen, Wasserfälle, Follies und Aussichtspunkte. Die Pleasuregrounds aus viktorianischer Zeit grenzen an den eingefriedeten Garten aus georgianischer Zeit an, in dem eine beeindruckende Sammlung von Birnenbäumden und anderen Pflanzen findet. Das Cannon Hall Museum, der Park und die Gärten gehören dem Barnsley Metropolitan Borough Council und werden von ihm auch verwaltet.
In dem Landhaus gibt es etliche Veranstaltungen, z. B. den jährlichen Regency Ball, eine Weihnachtsausstellung jedes Jahr im Dezember und geführte Touren, Workshops und Aktivitäten für Kinder das ganze Jahr hindurch. Kürzlich wurde im alten Gewächshaus neben dem eingefriedeten Garten ein Blumen-, Pflanzen- und Geschenkegeschäft eingerichtet.